# Felipe Lubián
Felipe Lubián Lubián (Lubián, Zamora, 1952) es un político socialista zamorano.

## Biografía
Tras ejercer como maestro en su localidad natal fue destinado como maestro a la localidad barcelonesa de Santa Coloma de Gramanet. 
En 1978 vuelve a la  provincia de Zamora, en la que ejerció la dirección del CRA Tuela Bibey hasta 1994.

## Trayectoria política
Alcalde de su localidad natal desde 1979, Felipe Lubián se afilió al PSOE en 1984. En 1987 es elegido diputado provincial por el Partido Judicial de Puebla de Sanabria, cargo que mantendrá hasta 1995. Durante la IV Legislatura fue procurador en las Cortes de Castilla y León, por la provincia de Zamora.